# Josif Weinstein
Josif Wladimirowitsch Weinstein (russisch Иосиф Владимирович Вайнштейн, englische Transkription Yosif Vainshtein; * 28. Oktober 1918 in Bila Zerkwa; † 1. September 2001 in Kanada) war ein russischer Bigband-Leader vor allem des Swing in Leningrad.
Weinstein zog in den späten 1920er Jahren aus der Ukraine nach Moskau und 1931 nach Leningrad. Beim Wehrdienst auf dem Kreuzer Aurora lernte er Trompete, was er anschließend 1937 bis 1941 in Leningrad an der Mussgorski-Musikschule studierte. Schon 1938 leitete er eine eigene Jazzband im Hotel Europa. 1942 leitete er ein Orchester in Kronstadt, das in Leningrad auch während der sehr schwierigen Jahre der Belagerung 1943 spielte. Danach leitete er eine Militärband der Baltischen Flotte in Tallinn. Nach dem Krieg kehrte er ins Hotel Europa als Leiter der Hausband zurück. Aufgrund von Intrigen verlor er 1949 diesen Posten und ging wieder zum Militär. Aufgrund falscher Anschuldigungen wurde er 1952 eingesperrt, kam aber 1954 wieder frei. Er gründete wieder eine Bigband, die zu einer der führenden Swing-Bands in den 1950er Jahren in der Sowjetunion wurde (neben der von Oleg Lundstrem).
Die Bigband war anfangs ein typisches Tanzorchester, griff zum klassischen US-amerikanischen Bigband-Repertoire (Glenn Miller, Harry James, Duke Ellington, aber auch Count Basie, Charlie Barnet, Neal Hefti), verwendete aber auch modernere Arrangements, sogar von Charles Mingus. Ausschlaggebend dafür waren Jazzmusiker in der Bigband wie Gennadi Golstein und Konstantin Nossow, denen Weinstein das Arrangieren überließ. Auch Dawid Semjonowitsch Goloschtschokin und Roman Kunsman gehörten zeitweise zur Bigband. 1959 machten sie erste Aufnahmen. 1962 wurde ihr Erfolg vorübergehend unterbrochen nach einer verheerenden Rezension in der Prawda durch Dmitri Kabalewski. Da sie aber auch Unterstützung erhielt, setzte sich ihre Konzerttätigkeit bald darauf fort und sie nahm an den Jazzfestivals in Tallinn und Leningrad 1966 und 1967 teil. Bis Mitte der 1970er Jahre spielte sie in zahlreichen Städten der Sowjetunion.
1983 emigrierte Weinstein nach Kanada.